# 가미타카라촌
가미타카라촌(일본어: 上宝村)은 일본 기후현 요시키군에 설치되었던 촌이다. 2005년 2월 1일 오노군의 시라카와촌을 제외한 요시키군 고쿠후정과 함께 다카야마시에 편입되었다.

## 지리
기후현 요시키군에 속해 나가노현, 도야마현에 접하는 산촌으로 헤이세이의 대합병 이전에는 약 475㎞2로 기후현 하에서 최대 면적의 시정촌이었다

## 역사
- 1889년 7월 1일 - 정촌제 시행으로 요시키군 가미타카라촌이 성립하였다.
- 1979년 8월 22일 - 도치오 지구에서 태풍 접근에 따른 집중 호우로 토석류가 발생.민가 31호가 전부 파괴된 것 외에 주행중인 자동차가 떠내려가는 등 사망·실종자 6명이였다.
- 2005년 2월 1일 - 오노 군 뉴카와 촌·기요미 촌·쇼카와 촌·미야 촌·구구노 정·아사히 촌·다카네 촌, 요시키 군 고쿠호정과 함께 다카야마시에 편입되었다.

## 행정
촌장 : 고이케 쓰요시(小池強) (1994년 8월 31일 ~ 2005년 2월 1일)

## 교통
- 마을 내에 철도 노선은 다니지 않는다.철도의 가장 가까운 역은 가미오카 철도 가미오카 선 오쿠히다온센구치역이었다.덧붙여 당촌이 합병해 다카야마시에 포함되게 된 후인 2006년에 카미오카 철도 카미오카 선은 폐지되었기 때문에, 그 후의 해당 지역으로의 가장 가까운 역은 JR 동해 다카야마 본선 히다코쿠후역이 된다.

### 도로
- 주부 종관 자동차도
- 국도 158호선
- 국도 471호선

## 참고 문헌
- 角川日本地名大辞典編纂委員会,『角川日本地名大辞典 21 岐阜県』1980, 角川書店